# Tåsingsk
Tåsingsk er en dialekt som tales på Tåsinge og Thurø. Den er en underdialekt af dialekten fynsk.